# Aeródromo de Barrillas
El Aeródromo de Barrillas (OACI: MSBS) es un aeródromo en el departamento de Usulután en El Salvador que sirve al pueblo de Puerto Barillas, cerca de la bahía de Jiquilisco. El aeródromo está ubicado a 10 kilómetros al suroeste de la ciudad de Usulután.
El VOR-DME de El Salvador (Ident: CAT) está ubicado a 62,6 kilómetros al oeste-noroeste del aeródromo.